# Дилема
Дилема (Грчки: δίλημμα ) је проблем понуде две могућности, где ни једна није потпуно прихватљива или преферирана. Ова позиција се традиционално описује као "бити на роговима дилеме", ниједан рог није удобан. Ово је понекад боље описано као "Налажење прободеним роговима дилеме", реферишући на оштре рогове бика, једнако неудобним (и опасним).
Дилема се понекад користи као реторички уређај, у форми "мораш прихватити или A, или B"; овде A и B би биле пропозиције где свака води до даљег закључка. Ако се погрешно примени, it представља погрешну дихотомију, заблуду.

## Типови
Маштовита имена су дата многим типовима дилема.
- Кокошка или јаје: која је прва од ове две ствари, свака претходи другој
- Дупло везивање: конфликтујућа захтевања осигуравају да ће жртва погрешити.
- Етичка дилема: избор између моралних императива.
- Ексорција: избор између играња есорцисте или патити због непријатних акција.
- Фер дилеме: када су групе суочене са доношењем одлуке како да поделе ресурсе, награде или плате.
- Хобсонов избор: избор између нечега и ничега; "узми или остави".
- Мортонова виљушка: избори еквивалентни, често нежељени резултати.
- Затвореникоа дилема: немогућност да се координира кооперација, тешко и изазива дефекте.
- Самарићанова дилема: избор имеђу доприношења сиротињи и побољшавања нечијег живота, и задржавањем да би их заштитили од тога да постану зависни.
- Софијин избор: избор између две особе или ствари које ће резултирати смрћу или деструкцији особе или ствари који нису изабрани.
- Путникова дилема: могао бих да направиш најбољи могћи потез да победиш у игри по њним правилима. Али радећи то, одустајеш од целокупне вредности изгубљеног кофера пуног антиквитета чији си ти власник.
- Zugzwang: направити или штету себи или не учинити ништа (пример шах).

## Корист у логици
У фоемалној логици, дефиниција дилеме се разликује од свакодневне употребе. Две опције су и даље присутне, али одабир између њих је нематеријалан јер оба имају исти закључак. Симболички приказано као:
{\displaystyle A\vee B,A\Rightarrow C,B\Rightarrow C,\vdash C}
Што може бити преведено неформално као "један (или оба) од A или B је сигурно тачан, али оба имплицирају C, тако да без обзира на праве вредности A и B можемо закључити C." Ово је правило инференције зване дисјунктивна елиминација.
Постоје такође конструктивне дилеме и деструктивне дилеме.

### Конструктивне дилеме
1. (Ако X, онда Y) и (Ако W, онда Z).
2. X или W.
3. Стога, Y илиZ.

### Деструктивне дилеме
1. (Ако X, онда Y) и (Ако W, онда Z).
2. Не Y или не Z.
3. Стога, не X или не W.